# Festival des cinémas d'Irlande et de Grande-Bretagne de Cherbourg-en-Cotentin
Le Festival des cinémas d'Irlande et de Grande-Bretagne, à l’origine Festival des cinémas de Grande-Bretagne (ou simplement Festival de Cherbourg) est un festival de cinéma français organisé depuis 1984 par l'association Travelling (loi de 1901) destiné à la promotion de films de Grande-Bretagne ainsi que, depuis 1997, le cinéma irlandais.
Les éditions se déroulent autour d'hommages, de rétrospectives et d'inédits.
Le festival des cinémas d'Irlande et de Grande-Bretagne, qui a attiré près de 7 000 personnes en 2002, peut se prévaloir d'un rayonnement régional. 